# 余明
余明（1914年—1990年），中国人民解放军将领、中国人民解放军开国少将。
曾任空军第4军副政委。1955年，授予中国人民解放军少将。